# Rosa acicularis
Шипши́на колю́ча (Rosa acicularis) — голарктичний вид з роду шипшина (Rosa); росте в північних регіонах Азії і Північної Америки.
Офіційна квітка провінції Альберти.

## Опис
Колюча дика троянда — листяний кущ до 1-3 метрів заввишки; листки пір'яні 7-14 см завдовжки, мають від трьох до семи листочків. Листочки мають хвилястий край. Квітка рожева, інколи біла з діаметром 35-50 мм.
Плоди червоні, форма від грушоподібної до овальної, діаметр 10-15 мм.

## Посилання

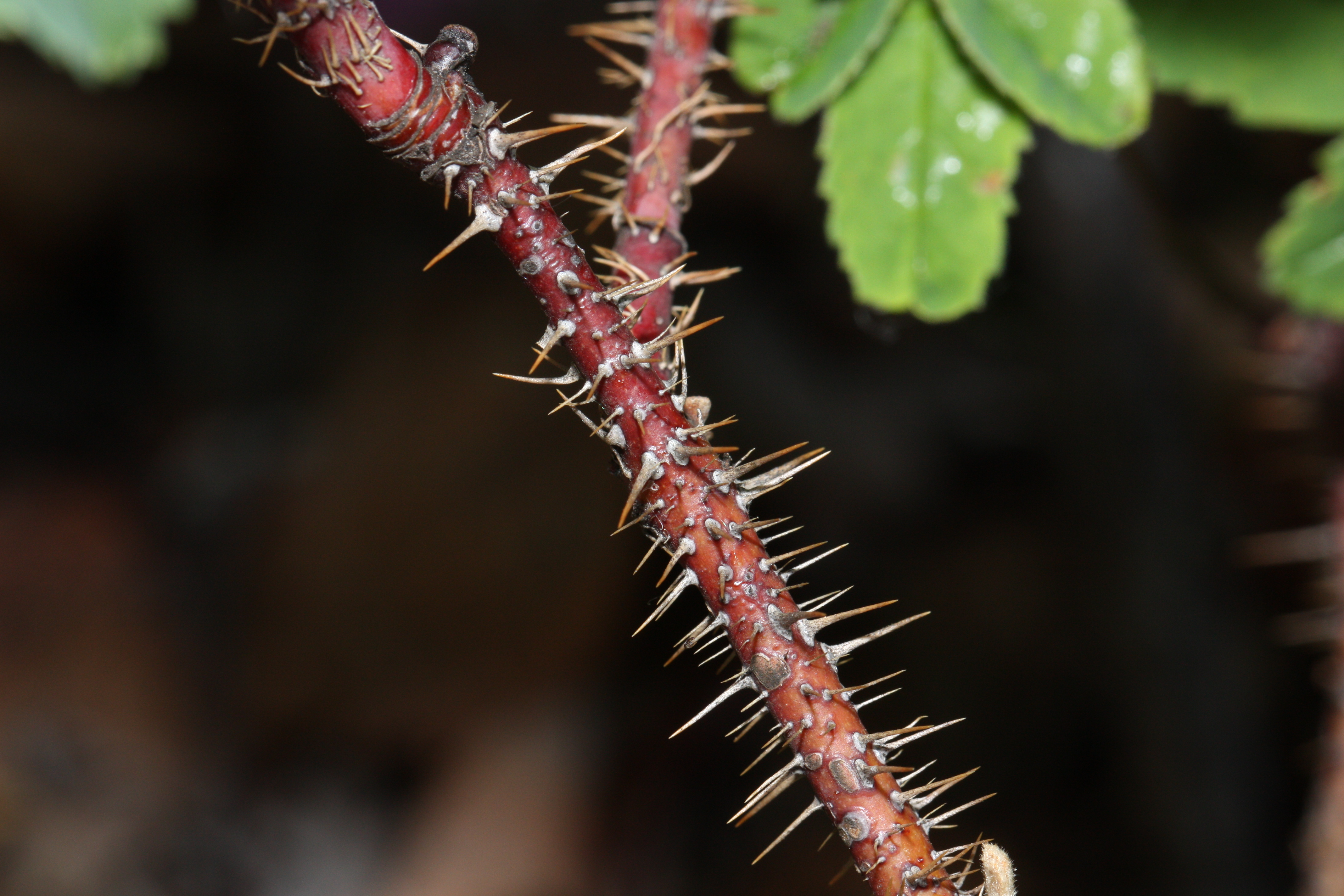
Довгі стовбури закриваються щільними прямими колючками.
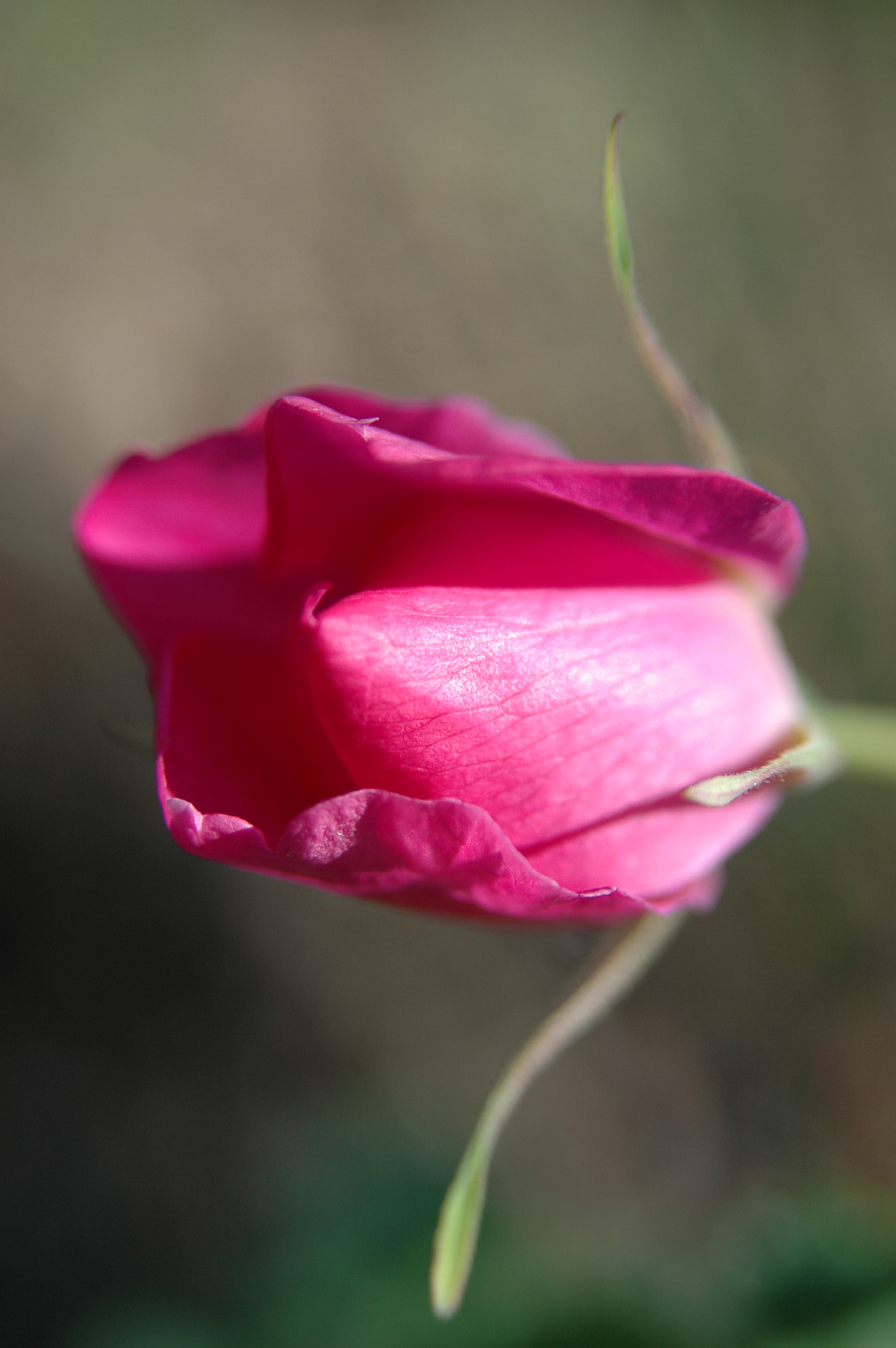
Молоді квітки насиченого червоного кольору.
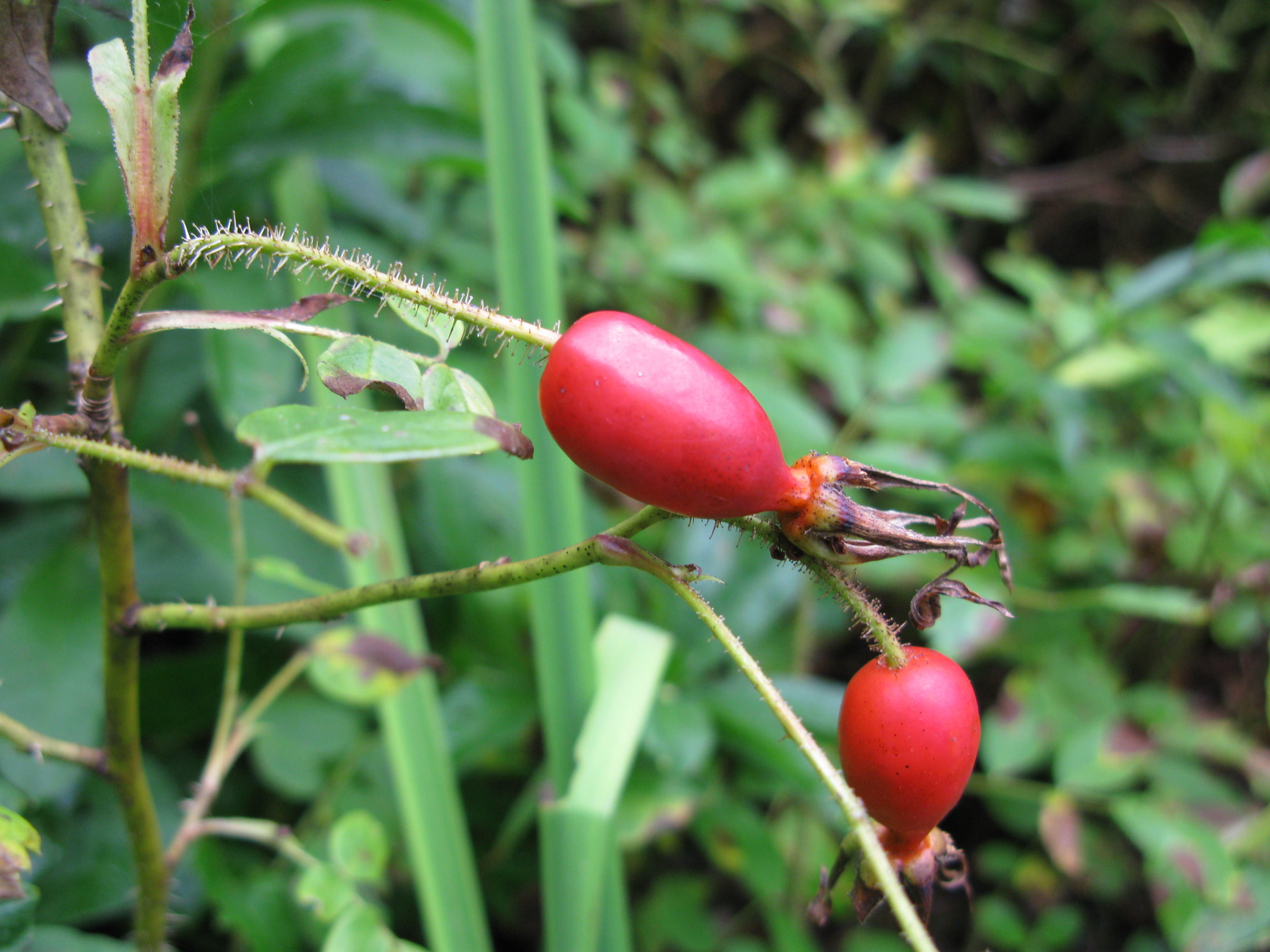
Плоди довгої форми
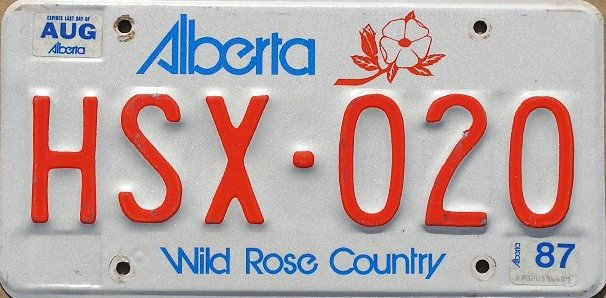
З 1987 р. Rosa acicularis входить до складу емблеми офіційних автомобільних номерів у канадській провінції Альберті.